# Philodicus sharmai
Philodicus sharmai är en tvåvingeart som beskrevs av Joseph och Parui 1993. Philodicus sharmai ingår i släktet Philodicus och familjen rovflugor. Inga underarter finns listade i Catalogue of Life.